# PGC 2322652
LEDA/PGC 2322652 ist eine linsenförmige Galaxie vom Hubble-Typ S0 im Sternbild Großer Bär am Nordsternhimmel. Sie ist schätzungsweise 838 Millionen Lichtjahre von der Milchstraße entfernt. Gemeinsam mit NGC 4047 bildet sie ein optisches Galaxienpaar.